# Neuruláció
A neuruláció komplex idegfejlődéstani folyamat, amely a központi idegrendszer alapját, az idegcső létrejöttét eredményezi. A neuruláció gerinces embriókban két szakaszra osztható, az elsődleges és a másodlagos neurulációra. Az elsődleges fázisban létrejön a velőlemez, és olyan egymást követő morfogenetikus mozzanatokat ölel fel, amely végeredményben az idegcső képződésében válik teljessé.
A neuruláció szöveti szinten négy részfolyamatban zajlik le:
- az embrionális ektoderma átalakulása velőlemezzé
- az utóbbinak hosszanti irányban történő kialakulása
- a velősáncok emelkedése és egymás felé történő nyúlása
- a velőcső záródása

A fenti történéseket figyelembe véve megjegyzendő, hogy a neuruláció effektíve a harmadik fázisra utal, ugyanakkor fejlődéstani értelemben a neuruláció e négy fázis összessége.

## A velőlemez kialakulása
A neurális indukció kezdeti mozzanatai jelentik az első fázisát annak a folyamatnak, melyben az ektoderma sejtjei elkötelezetté válnak az idegszöveti elemek ontogenezisében. A gasztrulációban ez elsősorban a gerinchúr irányából jövő jelek hatására indukálódik. Számos ezzel kapcsolatos tanulmány arra a következtetésre vezetett, hogy a gerinchúr koponya felé eső régiójából elválasztódó szabályzó faktorok termelődésében – melyek az ektoderma sejtek idegi sejtvonalak irányában történő elköteleződésében elsődleges jelentőségűek – nagy szerepe lehet az epiblasztnak. Kétéltűek esetén számos olyan anyagot detektáltak már (pl. noggin, kordin, follisztatin), melyek a BMP-4 fehérjék termelődését gátolják, így egyúttal az epidermális sejtvonalak expresszióját. Madarak esetében a BMP-4 gátlását előidéző molekuláris jeleket a Hensen-csomó generálja. Emlősöknél a szóban forgó morfogenetikus faktor szimpla gátlása nem elegendő a neuruláció ezen szakaszában. Az idegrendszeri elemek létrehozásában szerepet kapó sejtek nemcsak funkcionális, hanem alakbeli változásokon is átesnek. Az embrionális fejlődés ezen szakaszában már látható, ahogy az úgynevezett neuroepitheliális sejtek, vagy összefoglaló nevén a neuroektoderma elkülönül és kialakítja a velőlemezt. Ezen fázisban a velőlemez mediolaterálisan kiszélesedik, és viszonylag keskennyé válik az anteroposzterior tengely mentén. Hátulsó-oldalsó szárnyai határolják a primitív csomót. Miközben formálódik, a születő velőlemez keskenyebbé és hosszabbá válik.
Az ektoderma kezdetben három sejttípust képezhet: a középen pozicionált velőlemezt, a későbbi felhámot és kültakarót, valamint a velőredőt – amely a velőlemezt és az epidermiszt összekapcsolja – kialakító sejteket. A velőlemez morfológiai változása laterálisan két kiemelkedést képez, a velősáncot, amelyek egymás irányába fejlődve összeérnek és a háti középvonalban egyesülnek. A hámszövet felszíni rétegében ébredő erők megemelik a velősáncokat és az idegcső ennek folytán összezáródik. Hogy a neuruláció kezdeti szakaszai molekuláris szinten miként játszódnak le a szignalizációt tekintve, még nem teljesen ismert.

### A neuruláció szabályzása gének szintjén
Számos olyan gént is azonosítottak, melyek bizonyíthatóan részt vesznek a neuruláció szabályzásában: az egyik legismertebb az Shh fehérje (Shh gén), ami a velősáncok kiemelkedésében releváns. Egy másik ilyen regulációs faktor a Wnt, mely már régóta ismert mint jelátviteli útvonalak résztvevője. Idáig durván számítva 200 Wnt gént sikerült besorolni, csaknem 16 családba. Ezek közül jó néhány mint indukciós komponens működik közre (Wnt8), míg mások éppen gátló faktorként játszanak szerepet (Wnt5b) proliferációs folyamatokban. Az egyedfejlődés szempontjából a Wnt6 került a vizsgálatok középpontjába, és mint számos tanulmány igazolta, többek között regulációs elemként vesz részt az epiteliális-mezenchimális átalakulásban.

### Anomáliák a neuruláció folyamatában
A képződés során a velőcső záródása kiterjed mind feji, mind hátsó irányban, de mindkét irányban megmarad egy hiány, ez az elülső (anterior) és hátulsó (poszterior) neuropórus. Ez utóbbiak később teljesen záródnak, humán embrió vonatkozásában a koponya felé eső neuropórus a 24. héten, a poszterior a 26. héten. Az idegcső záródási defektusai akkor fordulnak elő, ha egyes szakaszai rendellenesen vagy egyáltalán nem záródnak. Amennyiben a hátulsó neuropórus nem záródik, nyitott gerincről (spina bifida) beszélünk – ez lehet súlyosabb, vagy kevésbé súlyos a nyitott szakasz hosszától és pozíciójától függően. Az anenkefália – amely egy letális betegség – akkor alakul ki, ha a neuroporus anterior záródása nem teljes, vagyis nyílás marad benne. Az előagy folyamatos kapcsolatban marad a magzatvízzel és később teljesen degenerálódik.

### Agyhólyagok létrejötte
A neuropórusok záródása előtt az agyvelő szegmens három részre tagolódik: az elő-, a közép- (mesenchephalon) és az utóagyra (rhombenchephalon). Az agy korai fejlődési szakaszában, annak megnövekedett térfogata inkább az üregméret növekedésének eredménye, és nem szövetgyarapodás. Csirkeembriók esetén látható, hogy a megtermékenyítés utáni 3. és 5. nap között az agytérfogat megközelítően 30-szorosára növekszik. Ez vélhetően annak tudható be, hogy a létrejövő agy- és gerincvelő közti régióban a környező szöveti részek és az ott található folyadék nyomást gyakorolnak ezen területre az idegcső irányában. Egy másik jellegzetes morfológiai változás az egész idegrendszert illetően az embrió feji részének meghajlása C alakban. Ezzel egyidejűleg megjelenik a flexura cephalica a középagy szintjén. Humán embrió esetében az 5. héten az előagy tovább tagolódik végagyra és köztiagyra. Az utóagy szintén tovább differenciálódik hátsóagyra és nyúltagyra.

## Sejtproliferáció az idegcső belsejében
Az idegcső kialakulása kezdetén egy ventrikuláris zóna mentén helyeződik, és egy gyorsan osztódó szövetet képez, a neuroepitheliumot. A fejlődő neuroepithelium a differenciálódás korai szakaszában már heterogénné válik.
A neuroepithelium minden sejtje a luminális felszín irányában terjed ki, viszont a sejtmagok eltérő magasságokba jutnak, így egy speciális rétegzettséget alakítanak ki. DNS-szintézis akkor zajlik le, ha a magok a szóban forgó zóna külső részeiben találhatók. Amint a sejtciklus lezajlott, a mag a sejtplazma belsejébe jut. Mitózis a ventrikuláris zóna luminális részén megy végbe, és a két leánysejt újra cikluson megy keresztül. A lumennel szomszédos leánysejtek kapcsolatban maradnak a ventrikuláris felszínnel, míg a posztmitotikus leánysejtek kijutnak a germinális epitheliumból.
A neuroblaszt in vitro képes osztódni, azonban a neuronok sosem lépnek be az S fázisba. A központi idegrendszer ideg- és gliasejtjeinek keletkezése és fejlődési útvonala számos molekulajelölő módszerrel nyomon követhető (pl. bróm-dezoxiuridinnel). Ezen jelölőanyagok segítségével megmutatható például, hogy melyik az a fázis, amelynél a sejtek még az S fázisba kerülnek, és melyik, amely ponttól már nem. Ennek alapján előrejelezték többek közt, hogy hogyan rendeződnek struktúrába a különféle sejttípusok. Az agykéregnél ez jól kimutatható, ahol az egyedfejlődés legkorábbi időszakában keletkezett sejtek a kéreg mélyebb rétegeibe kerülnek, míg a fiatalabb sejtek a germinális zónától távol jutnak. A keletkezett idegsejtek nem mindegyike marad meg ugyanakkor; e sejtek majdnem fele apoptózison esik át, és csak azok maradnak meg, amelyek strukturális–funkcionális kontaktust képesek specifikus célsejtekkel kialakítani. Ezt jórészt hormonok és trofikus faktorok szabályozzák.

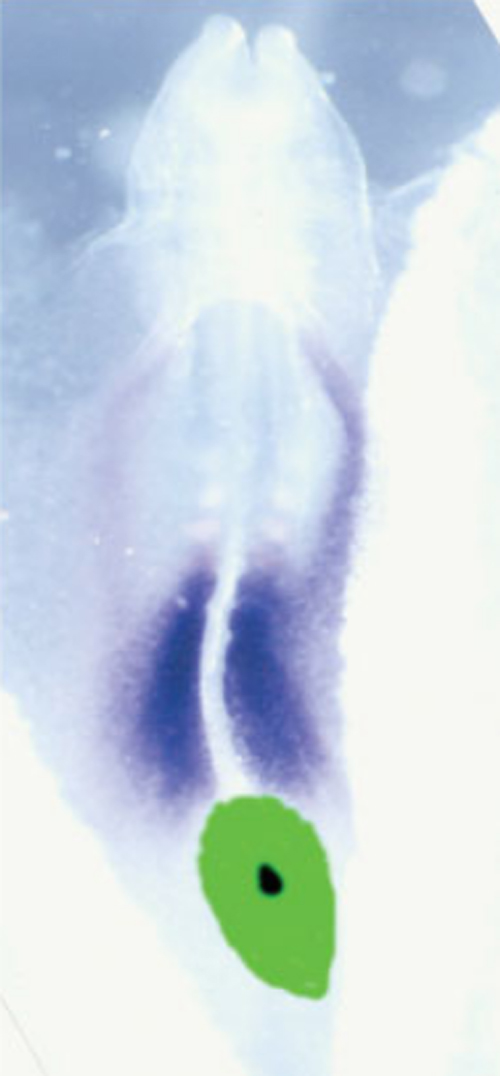
Csirkeembrió in situ hibridizációs képe, mely a Raldh2 gén expresszióját mutatja; zöld sáv: Fgf8 gén expressziós mintázata

### Indukciós faktorok a neuruláció során
A felszíni ektoderma és a velőlemez közti kölcsönhatás eredményeképp egy átmeneti struktúra jelenik meg: a velősánc. Az idegcső záródásakor, mikor a velőredő dorzális csúcsai egyesülnek, az itt lévő sejtek struktúrája megbomlik és a neuroaxistól perifériás irányba vándorolnak. A velősánc eredetű sejtek nagyon sokrétű differenciálódási folyamaton mennek át és egy sor idegrendszeri elemet hoznak létre, mint pl. a Schwann-sejtek, gliasejtek, szimpatikus és paraszimpatikus rendszer alkotói, pigmentsejtek.
A nem-neurális ektodermának a velőlemez laterális sejtjeire gyakorolt induktív hatását két géncsalád is közvetíti: a Wnt – ezen belül is a Wnt-6 és a BMP géncsalád, mely utóbbi a velőredőkben expresszálódik. A BMP4 és BMP7 ezek közül olyan fehérjék termelődéséért felelős, amelyek a velősáncot alkotó sejtek termékei (pl. SLUG és RhoB proteinek).
A SLUG proteinek úgy tűnik fontos szerepet kapnak aktivátormolekulaként abban, hogy a velősánc sejtjei közti szoros kapcsolatok (tight junction) feloldódjanak. Ezáltal alakjuk és egyedi jellegzetességeik megváltoznak, és neuroepitheliális sejttípusból mezenchimális jellegűvé válnak. Az embrió kialakulása során a koponya felé eső részen a velősánc sejtjeinek struktúrája megváltozik mielőtt még a fúzió bekövetkezne. Mediálisan azonban nem hagyják el a neuroepitheliumot, mindaddig, míg a velőcső teljesen létre nem jön. Az úgynevezett epiteliális-mezenchimális átalakulás folyamán a kikerülő velősáncsejtek felfüggesztik a jellegzetes adhéziós molekula, az N-kadherin expresszióját, amelyet csak akkor termelnek újra, amikor a gerincvelőbe vagy szimpatikus dúcokba jutnak.

#### Szabályzó tényezők
Több tanulmány is alátámasztja (Le Douarin), hogy a velősáncból származó migrációs útvonalak kiindulópontja a dorzális neuroaxis specifikus részeiből származnak.
Ezen útvonalak irányítják a velősánc-eredetű sejtek proliferációs mechanizmusait, melyben speciális szöveti részekre kerülnek. Ilyen módon a neuroaxis azon része, amelyről az adott velősáncsejt származik, meghatározza egyben a funkcionális tulajdonságait az intakt idegrendszerben. A jelenségről szemléletesebb képet adhat, ha megfigyeljük mi történik velősánc eredetű sejtek ektopikus transzplantáció alkalmával. Ekkor olyan migrációs útvonalba kerülnek, amelyen normál esetben nem jutnak át és új célterületre jutnak. Az itt betöltött szerepük hatékonysága elsődlegesen attól függ, milyen ontogenetikus potenciállal rendelkeznek.
Amint a sejtek elérik rendeltetési helyüket, olyan sajátos extracelluláris jelmolekulákkal kerülnek kapcsolatba, melyek a funkcióik betöltéséhez járulnak hozzá. Ilyenek a növekedési- és trofikus faktorok, az extracelluláris mátrix komponensei, mint a fibronektin, laminin vagy kollagén IV.